# Waltcaud
Waltcaud (auch Walcaud, Walcand, Valcand, Waltgaud) war von 810/811 bis 831 (?) Bischof von Lüttich.

## Leben
Über den familiären Hintergrund ist nichts weiter bekannt. Wahrscheinlich stammte er aus dem Bistum Lüttich. Im Hochmittelalter wurde berichtet, dass er einen Vater names Adelred gehabt haben soll, der Karl den Großen nach Rom begleitet hatte.
Er wurde als Nachfolger Gerobalds von Lüttich erstmals 811 erwähnt. Er war einer der Zeugen, die das Testament Karls des Großen beglaubigten. Im Jahr 813 war der Kaiser zu Gast in Lüttich. Ähnlich gut war das Verhältnis zu Ludwig dem Frommen, der kurz nach dem Tod Karls 814 in Lüttich weilte.
Waltcaud war ein Förderer kirchlicher Reformen. Er nahm 816/17 an der Synode in Aachen zur Zeit Ludwig des Frommen teil, bei der die Lebensweise der Kanoniker und Kanonissen geregelt wurden. Vor diesem Hintergrund regulierte er das Leben an den Kirchen von St. Lambert in Lüttich, Notre Dame in Tongern und Sankt Servatius in Maastricht.
Im Jahr 817 ersetzte er die Kanoniker in d’Andage durch Benediktinermönche. Es gelang ihm aber nicht, im Kloster Nivelles die bisherigen eigenen Regeln durch der Benediktinerregel abzulösen. Im Gegenteil sorgte die dortige Äbtissin für Widerstand auch in anderen Stiften bis hin nach Köln. Die Stifte wandten sich hilfesuchend an den Papst. Ludwig der Fromme bat den Papst die Beschlüsse des Konzils auch im Fall von Nivelle zu bestätigen. Die beteiligten Stifte hielten aber auch weiterhin an einer ablehnenden Haltung fest. Später wurden aber eine Reihe von Äbtissinnen abgesetzt.
Im Jahr 820 wurden Teile des Bistums Lüttich erstmals von Wikingern bedroht. Ludwig der Fromme war 825 erneut in Lüttich zu Gast. Der Bischof ließ 825 die Gebeine seines 727 verstorbenen Vorgängers Hubertus von Lüttich in das Kloster d’Andage überführen. Zu diesem Zweck erbat er von Bischof Jonas von Orléans eine Neufassung der Vita und ein Translationsbericht des Heiligen Hubert. Zum letzten Mal urkundlich genannt wurde Waltcaud in einer Urkunde Ludwig des Frommen vom 19. April 831. Sein Sterbedatum ist niche bekannt. Er wurde in Serinchamps begraben.
Von ihm ist ein Kapitular erhalten.